# Jonas Sjöström
Jonas Sjöström, född 27 januari 1974 i Saltsjöbaden, är en svensk låtskrivare samt universitetslektor vid Uppsala universitet, institutionen för informatik och media. Han tog 2008 licentiatexamen vid Linköpings universitet och disputerade 2010 vid Uppsala universitet.
Melodifestivalbidrag:
- Melodifestivalen 2006 - Under your spell, framförd av Evan
- Melodifestivalen 2008 - When you need me[2]